# Yayo Kawamura
Yayo Kawamura (* Oktober 1967 in Heilbronn) ist Illustratorin und Designerin.

## Leben
Yayo Kawamura wuchs in Tokyo auf. Groß geworden in einer künstlerisch kreativen Umgebung zwischen Malerei, Grafikdesign, Bildhauerei und Goldschmiedekunst, galt ihre Faszination von Anfang an dem Zeichnen und Malen.
1989 zog Yayo Kawamura nach Berlin. Dort studierte sie Kommunikationsdesign an der heutigen Berlin School of Design and Communication. Zusammen mit ihrer Familie und ihrem Hund lebt sie noch heute in Kreuzberg.
Seit 2001 arbeitet Kawamura  erfolgreich als Bilderbuchkünstlerin und entwickelt darüber hinaus Papier- und Textilobjekte und Drucke. Sie hat viele Figuren für Kinder geschaffen und bereits über 100 Titel für verschiedene Verlage illustriert. Ihre bekannteste Buchreihe „PePe & Milli“ wurde in viele Sprachen übersetzt und ist international erfolgreich.

## Werke (Auswahl)
Bilderbücher und Pappbilderbücher
- PePe & Milli machen Musik. ISBN 978-3-649-61529-3.
- PePe & Milli: Unser Tag von früh bis spät. ISBN 978-3-649-64303-6.
- PePe & Milli: Komm, wir spielen Verstecken. ISBN 978-3-649-64304-3.
- PePe & Milli: Willkommen bei uns zu Hause. ISBN 978-3-649-63884-1.
- PePe & Milli auf dem Bauernhof. ISBN 978-3-649-62552-0.
- PePe & Milli entdecken die Zahlen. ISBN 978-3-649-63332-7.
- PePe & Milli suchen die Farben. ISBN 978-3-649-62927-6.
- PePe & Milli müssen mal …. ISBN 978-3-649-62265-9.
- Das alles sind Bilder und Wörter. ISBN 978-3-649-63333-4.
- Fühl mal, such mal: Wo ist Pipo Pinguin? ISBN 978-3-649-62495-0
- Fühl mal, such mal: Wo ist Henri Hase? ISBN 978-3-649-63656-4.
- Fühl mal, such mal! Wo ist Ella Eule? ISBN 978-3-649-62496-7.
- Fühl mal, such mal! Wo ist Karla Katze? ISBN 978-3-649-62553-7.
- Such mal, fühl mal! Wo ist Frido Frosch? ISBN 978-3-649-63218-4.
- Fühl mal, such mal: Mein großes Wimmelbuch. ISBN 978-3-649-62929-0.
- Raschel, raschel! Wer wohnt im Wald? ISBN 978-3-649-64097-4.
- Kikeriki! Wer wohnt auf dem Bauernhof? ISBN 978-3-649-64096-7.
- Mein Filz-Fühlbuch für den Buggy: Im Wald. ISBN 978-3-649-63727-1.
- Mein Filz-Fühlbuch für den Buggy: Im Meer. ISBN 978-3-649-63726-4.
- Mein Filz-Fühlbuch für den Buggy: Quak, quak! ISBN 978-3-649-64027-1.
- Mein Filz-Fühlbuch für den Buggy: Töröö! ISBN 978-3-649-64028-8.
- Schau mal, so viele Fahrzeuge. ISBN 978-3-8157-5484-9.
- Schau mal, so viele Tiere. ISBN 978-3-8157-5582-2.
- Wir wackeln und wir zappeln. ISBN 978-3-7373-5654-1.
- Wer hat Angst vorm kleinen Wölfchen? ISBN 978-3-86429-412-9.
- Ich wär´ so gern ein Löwe. ISBN 978-3-86914-345-3.
- Matti und die Sache mit dem Einschlafen. ISBN 978-3-7373-5472-1.
- Matti und die Sache mit dem Marmeladenbrot. ISBN 978-3-7373-5473-8.
- Kuckuck, wer bist du? ISBN 978-3-8458-3359-0.
- Kommissar Lulu und das verflixte Klassenbuch. ISBN 978-3-89835-867-5.
- Super Neo – die Mutprobe. ISBN 978-3-649-61757-0.
- Super Neo – das Ungeheuer in der Unterwelt. ISBN 978-3-649-66769-8.
- Ich, Luisa, Königin der ganzen Welt. ISBN 978-3-446-24934-9.
- Hektor und Omamascha, Der Aufräumtag. ISBN 978-3-414-82451-6.
- Hektor und Omamascha, Der Gemüsetag. ISBN 978-3-414-82472-1.
- Mein Atlas. ISBN 978-3-551-22180-3.

Vorlesebücher
- Amina, Erdal, Njami und die anderen. ISBN 978-3-423-64024-4.
- Wunderbare Weihnachtswelt. ISBN 978-3-7607-9996-4.
- Die ganze Welt der Lieder und Reime. ISBN 978-3-8458-0516-0.
- Der Sommer, als wir den Esel zähmte. ISBN 978-3-570-17173-8.
- Warum wächst Schokolade nicht auf Bäumen? ISBN 978-3-7707-3422-1.
- Ein Kuss für den Frosch. ISBN 978-3-7915-3612-5.
- Karla, Sengül und das Fenster zur Welt. ISBN 978-3-522-30183-1.
- Wie der Löwe ins Kinderbuch flog … ISBN 978-3-935265-79-9.